# Hubert Krains
Hubert Krains (30. listopadu 1862 Faimes-Walefes, Lutych – 10. května 1934 Brusel) byl belgický úředník, spisovatel a valonský bojovník.

## Životopis
Narodil se v rodině zemědělských dělníků z Hesbignonu Jeana Krainse a Marie rozené Mattartové. Oženil se s Juliettou rozenou Thibautovou.
V sedmnácti letech se stal úředníkem belgických pošt a od roku 1894 sekretářem mezinárodního poštovního úřadu "Union postale universelle" v Bernu.
Své první příběhy publikoval v novinách La Wallonie. Vždy tvrdil „Jsem Valon“. Jeho hlavním dílem byl román Le pain noir; jeho texty se vyučovaly na základních školách v Hesbaye v 50. a 60. letech 20. století. Byl horlivým obráncem francouzského jazyka a kultury a valonským aktivistou: byl jedním z prvních, kdo spolupracoval na Terre wallonne Elieho Baussarta. Podporoval mladého valonského spisovatele Jeana Tousseula.
Spolupracoval s nonkonformním bruselským týdeníkem „Le Rouge et le Noir“ založeném Pierrem Fontainem v roce 1927 a zejména s jeho „Tribune Libre“. Toto veřejné fórum se zaměřilo na literární, umělecké nebo společenské předměty. Veřejné debaty měly obrovský úspěch asi deset let. V roce 1928 Hubert Krains v dopise svému příteli Lebacqovi poznamenal, že ho tato zkušenost potěšila, protože zjistil, že dokáže "svést" poměrně nepřátelskou veřejnost. "Le Rouge et le Noir" si ho ale nezískal. Byla to „veřejná setkání, která mladí lidé pravidelně organizovali. Vzhledem ke svému věku měl ale důvod být šokován Fontainovou vůlí "smést" staré muže.
Hubert Krains umřel ve věku 71 let, rozdrcený pod koly vlaku.

### Vyznamenání
R. 1924 dostal vyznamenání komandér v Řádu koruny. Institut Jules-Destrée ho v roce 1995 vybral jako jednoho ze sta Valonů století. Asociace frankofonních belgických spisovatelů každoročně udělovala cenu Huberta Krainse. Obec Schaerbeek dala jeho jméno jedné ze svých ulic.

## Dílo
- 1891: Les Bons Parents, suivi de Consolation, Le Bonheur des autres, et de La Cité mercantile, Bruxelles, Éditions Castaigne
- 1895: Histoires lunatiques, Bruxelles, Éditions Paul Lacomblez
- 1899: Amours rustiques, Paris, Société du Mercure de France
- 1904: Le Pain noir, Paris, Société du Mercure de France
- 1908: Figures du pays, Bruxelles, Éditions Dechenne et Cie avec l'Association des écrivains belges
- 1908: L'Union postale universelle: sa fondation et son développement, Berne, Éditions Gustave Grunau
- 1919: Mascarades rustiques (avec Arild Liénaux), Bruxelles, Éditions Renaissance du livre
- 1921: Mes amis, Paris, Vromant et Cie
- 1930: Portraits d’écrivains belges (avec Eugène Demolder), Liège, Éditions Georges Thone
- 1931: Anthologie des jeunes écrivains belges, 1930–1931, Louvain, Éditions des Jeunes Auteurs
- 1934: Au cœur des blés, Liège, Éditions Georges Thone
- 1937: L'Âme de la maison, Paris, Éditions Labor

### V češtině
- Duše domu – úvod František Sekanina; překlad z vlámštiny Arnošt Procházka; in: 1000 nejkrásnějších novel... č. 43. Praha: Josef Richard Vilímek, 1913